# Салиев, Азиз Абдыкасымович
Азиз Абдыкасымович Салиев (10 ноября 1925 — 2012) — советский учёный-философ. Член-корреспондент АН Киргизской ССР (1954). Заслуженный деятель науки Киргизской ССР (1985). Председатель Союза писателей Кыргызстана.

## Биография
Родился в семье школьного учителя — Абдыкасыма Бекбоева. Отец погиб при обороне Москвы.
Азис — участник в Великой Отечественной войны. В 1948 году вступил в ВКП(б).
Окончил филологический факультет Киргизского государственного педагогического института (1947). В 1948 был направлен в аспирантуру Института философии АН СССР, ученик Чеснокова. Кандидат философских наук (1951).
В 1954 году с организацией АН Киргизской ССР избран в члены-корреспонденты (первый состав). Работал в Институте философии и права АН Киргизской ССР.
Награждён орденом «Манас» III степени (2003), орденом «Знак Почёта» (1958) и Юбилейной медалью «Манас-1000» (1995).

## Научные интересы
Автор работ по вопросам философии, литературоведения, литературной критики.